# Auguste-Rosalie Bisson

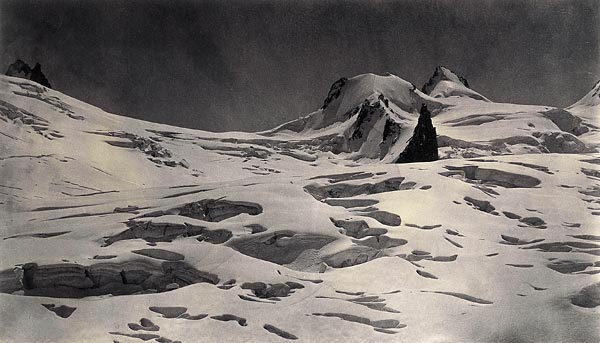
Col du Géant

Auguste-Rosalie Bisson ( Paris, 1826 - 1900) foi um fotógrafo francês.

## Biografia
Bisson manteve-se ativo de 1841 até à sua morte em 1900. Era filho do pintor Louis-François Bisson e irmão de Louis-Auguste Bisson (1814 - 1876). Colaborou com Louis-Auguste no estúdio de fotografia dos Irmãos Bisson.
Auguste-Rosalie Bisson tirou a primeira foto do topo do Monte Branco, no verão de 1861.